# جون ليدر
جون ليدر (14 مايو 1908 بكرايستشرش في نيوزيلندا - 22 مارس 1995 في نيوزيلندا) (بالإنجليزية: John Leader)‏ هو لاعب كريكت نيوزلندي.

## وصلات خارجية
- جون ليدر على موقع إي آس بي آن كريك إنفو (الإنجليزية)